# Aimé De Gendt
Aimé De Gendt (Aalst, 17 de juny de 1994) és un ciclista belga, professional des del 2016. Actualment corre al Wanty-Groupe Gobert.

## Palmarès
- 2011
  - 1r al Sint-Martinusprijs Kontich i vencedor d'una etapa
- 2012
  -  Campió de Bèlgica júnior en contrarellotge
- 2013
  - Vencedor d'una etapa al Tour del Pays Roannais
- 2014
  - 1r als Dos dies del Gaverstreek i vencedor d'una etapa
  - Vencedor d'una etapa a la Volta a la província de Namur
- 2015
  - 1r al Tríptic de les Ardenes i vencedor d'una etapa
  - 1r al Tour del Piémont Vosgien i vencedor d'una etapa
  - 1r al Tour de Moselle
- 2019
  - 1r a l'Antwerp Port Epic

### Resultats al Tour de França
- 2019. 136è de la classificació general

### Resultats al Giro d'Itàlia
- 2022. 74è de la classificació general